# I Believe (canción de DJ Khaled)
«I Believe» es una canción grabada por el productor estadounidense DJ Khaled, con la voz de Demi Lovato. Los artistas coescribieron la canción junto a Denisia Andrews y Brittany Coney, con la producción manejada por Khaled. Fue lanzada por Epic Records el 9 de marzo de 2018, como el tercer sencillo de la banda sonora de la película de 2018 A Wrinkle in Time. La canción entrega el mensaje de creer en uno mismo.

## Lanzamiento
Lovato se refirió por primera vez a la canción el 20 de febrero de 2018, escribiendo en Twitter: "¡Ahhhh! Estoy tan emocionado de decirles finalmente que mi nueva canción ['I Believe'] con [DJ Khaled] estará en la banda sonora de Disney's [A Wrinkle in Time], junto con un fragmento del vídeo. El 6 de marzo de 2018, un avance del vídeo musical salió a la luz en el programa Good Morning America.

## Vídeo musical
El vídeo musical de la canción presenta a Khaled y Lovato cantando en varios paisajes de pantalla verde, incluyendo un campo de trigo dorado, un bosque oscuro y un telón de fondo natural rodeado de hierba exuberante y cielos azules, entremezclados con escenas de la película. Lovato vestida con un vestido rojo, mientras que Khaled usa un chándal.

## Recepción de la crítica
Elias Leight de Rolling Stone consideró la canción "una reunión de maximalistas" con "Lovato cantando con su habitual entusiasmo bullicioso" y Khaled "ofreciendo una serie de máximas de autoayuda". Aaron Williams de Uproxx consideraba la canción como "una exhibición completa de las habilidades vocales de Demi Lovato". Devin Ch de HotNewHipHop opinó que la canción "en su mayoría atiende a listas de reproducción urban-pop", escribiendo que su mensaje es "accesible en todos los frentes".

## Créditos
Créditos entregados por Tidal.
- DJ Khaled – composición, producción, voz
- Demi Lovato – composición, voz
- Denisia Andrews – composición
- Brittany Coney – composición

## Posicionamiento en listas

### Semanales
| Israel | Media Forest TV Airplay | 5 |